# Mittelafrika

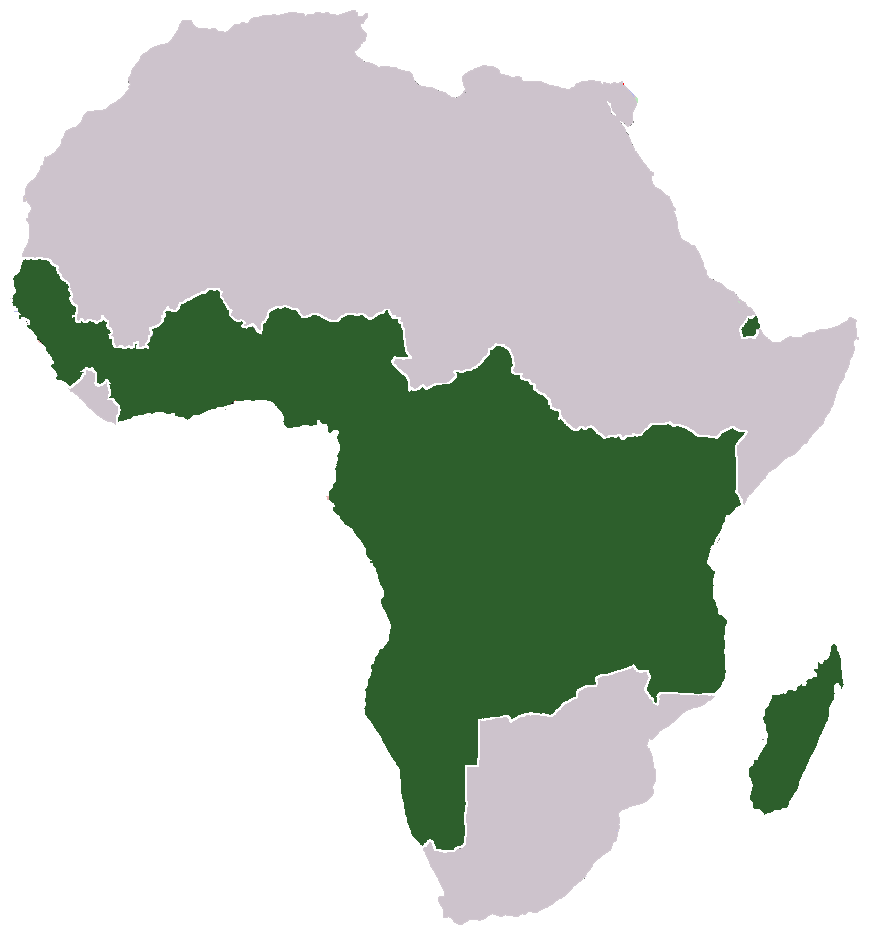
Alternatív tervezés 1918-ban, beleértve a nyugat- és közép-afrikai francia gyarmatok átvételét.

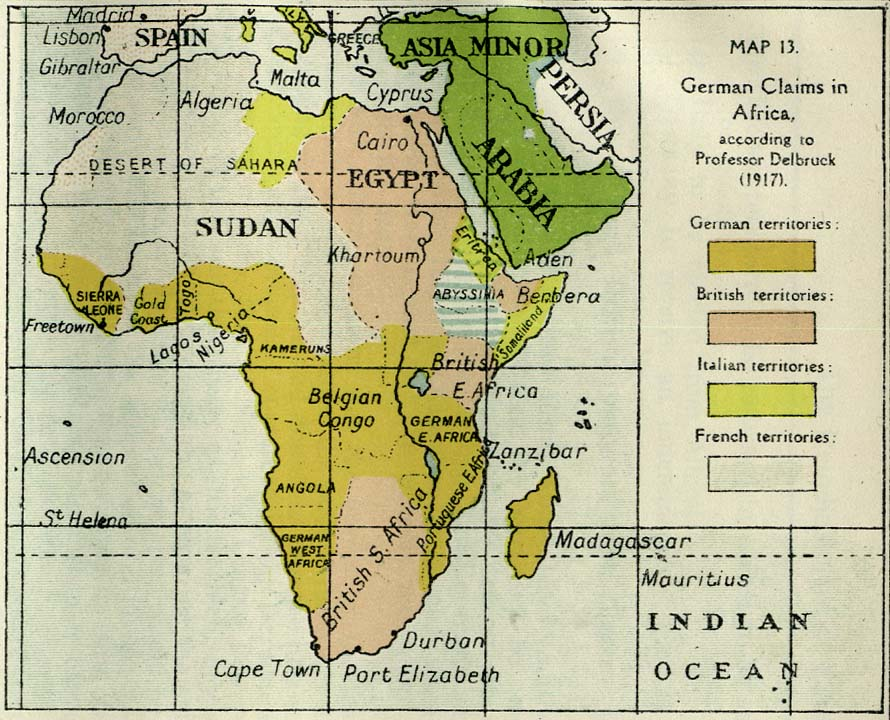
Német követelések Afrikában 1917-ben (Hans Delbrück követeléseinek brit értelmezése).

További német követelések Afrikában 1917-ben (Delbrück után)

Mittelafrika (jelentése németül " Közép-Afrika ") egy geostratégiai régió elnevezése Közép- és Kelet- Afrikában. A Mitteleuropához hasonlóan megfogalmazta a Német császárság külpolitikai célját az első világháború előtt, hogy a régiót német uralom alá vonja. A különbség az, hogy Mittelafrika az afrikai német gyarmatok összessége lett volna, míg Mitteleuropa egy Németország és az Orosz birodalom között kialakítandó geostratégiai ütközőzóna, amelyet bábállamokkal töltöttek volna fel.
A német stratégiai gondolkodás szerint, ha Német Kelet-Afrika (Ruanda, Burundi és Tanganyika - Tanzánia, Zanzibár nélkül), Német Délnyugat-Afrika (Namíbia a "bálna-öböl" nélkül) és Kamerun (a mai Kameruni Köztársaság) gyarmatok közötti területet el lehetne foglalni, akkor egy olyan összefüggő területet lehetne létrehozni, amely az afrikai kontinens teljes szélességét lefedné az Atlanti-óceántól az Indiai-óceánig. Tekintettel arra, hogy csak a Kongó-medence mennyire gazdag természeti erőforrásokban, ez a régió a természeti kincsek kiaknázása révén jelentős vagyonhoz juttatná a császárságot, valamint hozzájárulna egy másik német cél, a gazdasági önellátás megvalósításához.
A koncepció az 1890-es évekre nyúlik vissza, amikor Németország akkori kancellárja, Leo von Caprivi megszerezte a Caprivi-sávot a Helgoland–Zanzibár szerződésben. Német Délnyugat-Afrika ezen kiegészítése a kolóniát a Zambezi folyóhoz kapcsolta. A brit és a német birodalom versengett a jelenleg Zimbabwét, Zambiát és Malawit magában foglaló régió feletti irányításért. A dél-afrikai székhelyű üzletember, Cecil Rhodes a brit kormány megbízásából kolóniát hozott létre az utóbbi régióban ( Rodézia néven, a területet saját magáról nevezte el). Németország arról is tárgyalt Nagy-Britanniával, hogy nyomást gyakoroljanak szövetségesükre, Portugáliára, hogy engedje át nekik két gyarmatát, Angolát és Mozambikot. A briteknek azonban kedvezményes kereskedelmi egyezményeik voltak Portugáliával, amellyel régóta szövetségesek voltak; bár születtek tervek a portugál gyarmatbirodalom esetleges angol-német felosztására, Nagy-Britannia helyzete súlyosan meggyengült volna Afrikában, ha ezeket alkalmaznák, mivel a németek akkor veszélyeztetnék a brit birodalom „Foktól Kairóig tartó útjának” elképzelését. Ezek a tervek csak végső megoldásként készültek, hogy Németországot lecsillapítsák, ha az európai erőegyensúly megbontásával fenyegetne. Mivel azonban a német külpolitikai érdekek a következő években elsősorban arra irányultak, hogy Európa felett érvényesítsék uralmukat, végül félretették őket. Valószínű, hogy a Mittelafrika elképzelések célja az volt, hogy nyomást gyakoroljanak Nagy-Britanniára, hogy tűrje el a növekvő német dominanciát Európában, a gyarmati engedmények sohasem békítették volna meg a Német Birodalmat, ahogyan azt a brit politikusok akkoriban felismerték.
A Mittelafrika létrehozására irányuló német törekvés annyiban épült be Németország első világháborús céljaiba, hogy Németország arra számított, hogy ha Európában legyőzi Belgiumot, akkor megszerezheti belga Kongót. Mittelafrika teljes megvalósítása az első világháború európai hadszínterén aratott német győzelemtől függött, ahol Nagy-Britannia kénytelen lett volna tárgyalni és átengedni Rodézia gyarmatát Németországnak, és egy német uralom alatt álló kontinenssel találta magát szemben a La Manche-csatornán túl. A tényleges háború során a Mittelafrika terv törekvései soha nem feleltek meg az első világháború afrikai hadszínterén zajló események. A német gyarmatok nagyon eltérő védelemmel és haderővel rendelkeztek, amikor a háború Európában elkezdődött, és anyaghiány miatt nem voltak abban a helyzetben, hogy maguktól háborút vívjanak.

## Fordítás
Ez a szócikk részben vagy egészben  a   Mittelafrika című angol Wikipédia-szócikk ezen változatának fordításán alapul.  Az eredeti cikk szerkesztőit annak laptörténete sorolja fel. Ez a jelzés csupán a megfogalmazás eredetét és a szerzői jogokat jelzi, nem szolgál a cikkben szereplő információk forrásmegjelöléseként.